# Ragnar Stattin
Johan Ragnar Stattin, född 13 november 1886 i Överlännäs socken, Västernorrlands län, död 10 juni 1962 i Sundsvall, var en svensk ämbetsman. Han var svärfar till Ingvar Henkow.

## Biografi
Stattin avlade studentexamen vid Härnösands högre allmänna läroverk 1905, och blev juris kandidat vid Uppsala universitet 1910. Samma år blev han extra ordinarie notarie i Svea hovrätt, extra ordinarie länsnotarie i Västernorrlands län 1913 och ordinarie 1915. Vidare blev han länsassessor 1918 och landssekreterare 1931. 
Stattin var landshövding i Västernorrlands län 1944–1954. Han var ordförande i Västernorrlands hushållningssällskap 1944–1954 och i mödrahjälpsnämnden i Västernorrlands läns landstingsområde från 1951.

## Utmärkelser
Stattin blev riddare av Vasaorden 1928, och av Nordstjärneorden 1936, samt kommendör av första klassen av sistnämnda orden 1945. Han valdes till hedersledamot vid Norrlands nation 1947.